# Fylkir
Íþróttafélagið Fylkir är en isländsk idrottsförening från Reykjavík, Island, mest känd för dess fotbollssektion. Föreningen bildades den 28 maj 1967 som KSÁ. Föreningen bedriver även verksamhet inom handboll, volleyboll, gymnastik, basketboll, e-sport och karate.
Såväl dam- som herrlaget spelar (2021) i den högsta fotbollsdivisionen på Island.